# Ченстоховски окръг
Ченстоховски окръг (на полски: Powiat częstochowski) е окръг в Силезко войводство, Южна Полша. Заема площ от 1522,05 km2. Административен център е град Ченстохова.

## География
Окръгът се намира в историческата област Малополша. Разположен е в северната част на войводството.

## Население
Населението на окръга възлиза на 135 630 (2012 г.). Гъстотата е 89 души/km2.

## Административно деление
Административно окръгът е разделен на 16 общини.
Градско-селски общини:
- Община Бляховня
- Община Конецпол

Селски общини:
- Община Домброва Жельона
- Община Янов
- Община Каменица Полска
- Община Кломнице
- Община Конописка
- Община Крушина
- Община Лельов
- Община Мстув
- Община Миканов
- Община Олщин
- Община Почесна
- Община Пширов
- Община Ренджини
- Община Старча

## Фотогалерия
- Бляховня
- Конецпол